# きかせて!ピンキー ゆかいなおはなし
きかせて!ピンキー ゆかいなおはなし（Pinky Dinky Doo）は、アメリカ合衆国とカナダとラテンアメリカで2006年4月10日から2010年1月9日までNogginなどで放送されたテレビアニメ。日本では2006年からカートゥーン ネットワークのピぽらぺぽらでシーズン1のみが放送された。

## キャラクター
ピンキー・ディンキー・ドゥー
声 - 加藤英美里、英 - India Ennenga
タイラー・ディンキー・ドゥー
声 - 小桜エツコ、英 - Felix Chrome
ギニー
声 - 小形満、英 - Juan Van Michaelangelo
- そのほか（日本語吹き替え版）；興津大地[2]

## エピソード
1. タイラーの消えたクツ
2. ピンキーと宇宙へいったふわふわマフィン
3. タイラー　オペラにちょうせん
4. 水ぼうそうになっちゃった
5. ピンキーとふきげんなワニ
6. ダフニーのおたんじょうびパーティー
7. タイラーと海ぞく船
8. ピンキーと消えたきょうりゅう
9. ギニーちゃんは絵のてんさい
10. ピンキーとぬいぐるみたちのパーティー
11. ピンキー　巨人になる
12. ピンキーとカミナリ雲のきょうだい
13. タイラーのこわいハロウィン
14. 宇宙人の先生がやってきた
15. タイラー　ヒーローになる
16. 小さくなったピンキー
17. タイラー　ゲームに夢中
18. ギニーちゃんの家出
19. ピンキーとギニーちゃんのサーカス
20. タイラー　ようちえんに行きたくない！
21. タイラーはサッカーがにがて
22. タイラーのフタつきコップ
23. タイラーと伝説のどろんこボーイ
24. ピンキーとワンニャンがっしょう団
25. ピンキーのツイてないけどいい日
26. タイラーのカッコいいタキシード
27. ピンキーと真夏の雪
28. ピンキーのビックリ・コンサート
29. タイラーのチーズが消えた？
30. ピンキーと宇宙のお菓子コンテスト
31. ピンキーがいっぱい！
32. ダフニーのオモチャがいっぱい
33. ボビーはブンブンレンジャー
34. ピンキー　カエルのペットになる
35. ピンキーと水がこわいおサカナ
36. ベビーシッターさんはロボット
37. タイラーのラッキーくつした
38. ギニーちゃんの初めてのおとまり
39. ピンキーとみんなの得意技
40. ギニーちゃんの消えたトランペット
41. タイラーのスーパー・ファミリー
42. ピンキーのアイスクリーム屋さん
43. ギニーちゃんが見つけた大きな骨
44. ギニーちゃんはスーパー・スター
45. ピンキーとピンクの異常現象
46. タイラーのおかしな自転車レース
47. おやすみなさい、タイラー
48. ギニーちゃんと歯の妖精
49. ピンキーのゆかいな石器時代
50. タイラー、飛ぶのがこわい
51. ピンキーとトランプのお城
52. パパのお気に入りのシャツ

## スタッフ
- 制作 - セサミワークショップ、カートゥーン・ピザ
- 監督 - ジェフ・バックランド、ケント・W・メレディッシュ
- プロデューサー - ジム・ジンキンス